# 台塑勝高科技
25°02′52.8″N 121°24′54.3″E / 25.048000°N 121.415083°E
台塑勝高科技股份有限公司（英語：Formosa Sumco Technology Corporation），簡稱台勝科，為台塑集團與SUMCO的合資公司，創立於1995年11月21日，為8吋及12吋矽晶圓生產製造。

## 沿革
2005年因應客戶12吋製程轉換，同年8月在8吋廠原址旁興建第一座12吋矽晶圓廠，成為台灣在8吋及12吋同時具備拉晶及晶圓製造的工廠。2006年日本小松電子金屬株式會社將全部股權轉賣給日本SUMCO株式會社，因此更名為「SUMCO TECHXIV株式會社」，並配合日本母公司更名，於2007年1月更名為「台塑勝高科技股份有限公司」。
2021年11月，投資新台幣282.6億元，於雲林麥寮台塑工業園區內擴建12吋矽晶圓廠，預計2022年動工，且在2024年量產。

## 其他相關
- 台塑十寶

## 外部連結
- 台勝科 （页面存档备份，存于）